# Nhật ký của Daniela
Nhật ký của Daniela (tiếng Tây Ban Nha: El diario de Daniela) là phim telenovela thiếu nhi của México do Rosy Ocampo sản xuất và được chiếu trên Televisa vào năm 1998. Phim được phát lúc 4 giờ chiều từ ngày 30 tháng 11 năm 1998 thay cho phim Gotita de amor. Tập cuối được phát sóng vào ngày 16 tháng 4 năm 1999 và được thay thế bằng phim El niño que vino del mar.
Yolanda Ventura và Marcelo Buquet (về sau được thay bằng Gerardo Murguía) là các nhân vật người lớn chính, Daniela Luján và Martín Ricca là các nhân vật thiếu nhi chính, còn Mónika Sánchez đóng vai trò nhân vật phản diện chính. Leticia Calderón là khách mời đặc biệt.

## Diễn viên
- Yolanda Ventura trong vai Natalia Navarro
- Marcelo Buquet trong vai Enrique Monroy #1
- Gerardo Murguía trong vai Enrique Monroy #2
- Daniela Luján trong vai Daniela Monroy
- Martín Ricca trong vai Martín Linares Moreno
- Gaspar Henaine "Capulina" trong vai Don Capu
- Mónika Sánchez trong vai Elena Ruiz
- Odiseo Bichir trong vai Joel Castillo
- Anahí trong vai Adela Monroy
- Juan Pablo Gamboa trong vai Pepe Linares
- Marcela Páez trong vai Rita Moreno de Corona
- Amparo Arozamena trong vai Amparito
- María Prado trong vai Doña Emma
- Héctor Hernández trong vai Jaime
- Fernando Torre Laphan trong vai Ángel Corona
- Claudia Vega trong vai Mariana Gómez
- María Alicia Delgado trong vai Eva García
- Eduardo Liñán trong vai Detective Quintana
- Eduardo López Rojas trong vai Pedro Farías
- Manuel Saval trong vai Andrés Zamora
- Roberto Ballesteros trong vai Arturo Barto
- David Ostrosky trong vai Gustavo Corona
- Jorge Poza trong vai Carlos
- Mariana Huerdo trong vai Tania
- Mónica Riestra trong vai Crista de Linares
- Carlos Peniche trong vai Ricky Rey
- Paulina de Labra trong vai Flor
- Ehécatl Chávez trong vai Jairo
- Yulyenette Anaya trong vai Lidi Parker
- Isaac Castro trong vai Yuls
- Melina Escobedo trong vai Malú
- Pablo Poumian trong vai Toby
- Óscar Larios trong vai Chuy
- Christopher von Uckermann trong vai Christopher Robin
- Fernando Rodríguez trong vai Sergio
- Odemaris Ruiz trong vai Gina
- Rodrigo Soberon trong vai Juancho Monroy
- Fátima Torre trong vai Fátima
- Yamil Yitani Maccise trong vai Yamil
- Enrique Borja Baena

Khách mời đặc biệt
- Leticia Calderón trong vai Leonor de Monroy